# Parforce
Parforce es una localidad de Trinidad y Tobago, que forma parte de la región de Couva-Tabaquite-Talparo.

## Geografía
La localidad abarca parte de la isla Trinidad y limita al norte con Caratal, al sur y este con Bonne Aventure y al oeste con Springland-San Fabian.

## Demografía
Datos demográficos de la localidad de Parforce:
| Gráfica de evolución demográfica de Parforce entre 2000 y 2011 |
|                                                                |